# Paya Awe (Idi Tunong)
Paya Awe is een bestuurslaag in het regentschap Aceh Timur van de provincie Atjeh, Indonesië. Paya Awe telt 467 inwoners (volkstelling 2010).